# Камеральные работы
Камеральная работа — общий термин для обозначения работ, проводимых в помещении, в противоположность полевым работам.
В научной методологии термин известен как лабораторные или экспериментальные исследования, которые проводятся в квазиуправляемой (подконтрольной) окружающей среде.
Камеральная работа часто дополняет полевые работы и направлена на обработку первичного (сырого, RAW) материала (данных), полученного в ходе полевых исследований.
Термин используется в основном в естественных и общественных науках: биология, экология, охрана окружающей среды, картография, геодезия, геология, география, геофизика, палеонтология, археология, антропология, этномузыкология, лингвистика, социология и др. Также термин используется в других областях: например, аудит.